# Кейл, Брюстер
Брюстер Кейл (англ. Brewster Kahle; род. 22 октября 1960, Нью-Йорк) — американский программист, интернет-предприниматель, интернет-активист. Сооснователь WAIS и Alexa Internet, основатель Internet Archive. Член Американской академии искусств и наук.

## Биография
Кейл окончил Массачусетский технологический институт (1982). С 1983 года он работал в Thinking Machines. В 1989 году стал одним из создателей поисковой системы WAIS (в 1995 году продана AOL за 13 миллионов долларов), а в 1996 году вместе с Брюсом Гилиатом создал компанию Alexa Internet (в 1999 году продана Amazon.com за 250 миллионов долларов). В 1996 году Кейл основал некоммерческую библиотеку Internet Archive. Его целью является создание общедоступного цифрового архива всех книг, всех музыкальных записей и всех кинофильмов, созданных человечеством. В 2005 году Кейл избран в Американскую академию искусств и наук. В 2012 году введён в Зал славы интернета. Кейл женат на Мэри Остин, у пары двое сыновей — Кэслон и Логан.